# Gemert (plaats)
Gemert (dialect: Gimmert) is een verstedelijkt dorp in de gemeente Gemert-Bakel in de Nederlandse provincie Noord-Brabant, gelegen in de Peelrand. Tot de gemeentelijke herindeling in 1997 was het een zelfstandige gemeente.

## Geschiedenis
Het gezag over de heerlijkheid werd echter gedeeld door de heer van Gemert en de Commandeur van de Duitse Orde, die viel onder de landcommanderij van Alden Biesen. In 1270 werd door Hertog Jan I van Brabant verklaard dat Gemert een vrije heerlijkheid was van zowel de Duitse Orde als heer Diederik van Gemert. Het oppergezag kwam echter aan de hertog toe. In 1326 kwam er, na de nodige schermutselingen, een juridische afbakening van de rechten en bezittingen van beide partijen.

### Conflicten tussen de Heer en de Orde
Het gezag over de heerlijkheid werd echter gedeeld door de heer van Gemert en de Commandeur van de Duitse Orde, die viel onder de landcommanderij van Alden Biesen. In 1270 werd door Hertog Jan I van Brabant verklaard dat Gemert een vrije heerlijkheid was van zowel de Duitse Orde als heer Diederik van Gemert. Het oppergezag kwam echter aan de hertog toe. In 1326 kwam er, na de nodige schermutselingen, een juridische afbakening van de rechten en bezittingen van beide partijen.
In 1331 verkocht Diederik de heerlijkheid aan Johan Cuyst uit 's-Hertogenbosch. Deze droeg in 1339 de heerlijkheid weer over aan de zoon van Diederik, die eveneens Diederik heette. Geleidelijk ontstond opnieuw een hooglopende ruzie tussen de heer en de Orde, waarbij militair geweld en brandstichting niet werd geschuwd. Ook werd door beide partijen een aantal mensen gevangengezet. Uiteindelijk werd de bemiddeling van het hertogelijk paar Johanna van Brabant en Wenceslaus I van Luxemburg ingeroepen. Dezen verordonneerden de vrijlating van de gevangenen terwijl Diederik en zijn helpers een pelgrimage naar Santiago de Compostella moesten volbrengen. Ook werden er de nodige boetes opgelegd. In 1366 gelastte het hertogelijk paar Diederik om zich als leenman van de Duitse Orde te stellen. Nu kwam de gehele heerlijkheid in handen van de Duitse Orde en werd Rijksheerlijkheid, ofwel een Vrye Souveraine Heerlykheyd en Commandeurye der Duitsche Orde.
In 1370 kwam evenwel de zoon van Diederik, Filips van Gemert, alsnog tot dadelijkheden jegens de Duitse Orde. Hij werd in de kerkelijke ban gedaan en moest een bedevaart maken naar de Heilige Judocus en naar Onze Lieve Vrouw van Aardenburg.
In 1391 kreeg de commandeur van de Duitse Orde, Hendrik Reinaart van Husen, toestemming van de Hertog om een kasteel te bouwen, mits dit ook steeds voor de Hertog toegankelijk was. In 1393 was er opnieuw gewapende strijd tussen de heer en de Orde. De heer riep de hulp in van de Hertog van Gelre, Willem III van Gulik, maar deze stelde de Orde in het gelijk. In 1404 deed de zoon van Filips, Gozewijn van Gemert, afstand van de aanspraken ten gunste van de Duitse Orde.

### Gemert als rijksheerlijkheid
In 1437 werd door de Orde de parochie van Gemert gesticht, en sinds 1450 bedienden de orde-priesters de parochiekerk en enkele nabijgelegen kerken. In 1587 stichtte de Orde de Latijnse School, waar katholiek onderricht werd gegeven. In tegenstelling tot de omliggende meierij van 's-Hertogenbosch was de uitoefening van de katholieke godsdienst in de rijksheerlijkheid Gemert gewoon toegestaan. Op 8 juni 1662 werd in een resolutie bevestigd dat het gezag van de heerlijkheid bij de commanderij gelegen was, dus indirect bij het Duitse Rijk. In 1695 verwierf de Orde het volledige bezit over de Spijkerkapel in het naburige Esdonk.
De Duitse Orde stelde zich in de vele regionale conflicten neutraal op. In 1478 kreeg de Duitse Orde van hertogin Maria van Bourgondië de Brieve van neutraliteit. Neutraliteit werd betracht met betrekking tot de conflicten tussen de hertogdommen Brabant en Gelre zoals die tijdens de Gelderse Oorlogen plaatsvonden. Ook tijdens de Tachtigjarige Oorlog werd neutraliteit betracht.
In 1648 echter maakte commandeur Ulric van Hoensbroek zich los van de Orde en stelde zich onafhankelijk op en riep de hulp in van de Staten-Generaal van de Nederlanden. Deze bezetten de heerlijkheid waarop de katholieke kerken werden gesloten. De Grootmeester van de Orde, Leopold Willem van Oostenrijk kwam hiertegen in verzet omme te hebben reparatie van alle nieuwighede binnen Gemert sedert het besluyt van den vrede gepleegt. Dit alles leidde tot een slepende juridische procedure die in 1662 in het voordeel van de Orde werd beslecht. Wel moest ook de vrije uitoefening van de hervormde godsdienst worden toegestaan en moest de hervormden een kerkgebouw worden toegewezen.
Tot de commandeurs behoorden nog Bertram Wessel de Loë in Wissen, op het einde van de 17e eeuw, en Franciscus van Reisbach vanaf 1786. Beiden waren ze van adel.

### Opheffing van de Orde
Het einde van de Rijksheerlijkheid kwam echter in zicht, want de Franse troepen legden in 1794 beslag op de goederen van de Duitse Orde, en in 1809 werd deze orde door Napoleon Bonaparte opgeheven. De laatste pastoor uit de Orde stierf in 1799 en de laatste priester van de Orde verliet Gemert in 1819.

### Oprichting eerste katholieke Dovenschool
In 1828 werd de tweede dovenschool van Nederland in Gemert opgericht. Op verzoek van mgr. den Dubbelden begon priester Martinus van Beek, conrector van de Latijnse school, met het onderwijzen van vier dove volwassenen uit Gemert en Hooge Ale. Dit deed hij in eerste instantie in het (begin deze eeuw afgebroken) huis van zijn hospita, de weduwe van Melis aan het Binderseind. De school groeide snel en verhuisde naar het Dominicanessen klooster in Gemert. De school bleef doorgroeien en in 1840 verhuisde van Beek met 46 leerlingen per trekschuit naar Sint Michielsgestel. De school die in Gemert begon zou uitgroeien tot het grote, katholieke Instituut voor Doven in Sint Michielsgestel. De van Beekstraat is naar deze pionier genoemd. Voor de school in Sint-Michielsgestel staat een standbeeld van Van Beek.

### Negentiende en twintigste eeuw

Wapen van de gemeente Gemert, in 1976 vermeerderd met een kroon.

Gemert werd een zelfstandige gemeente. De goederen werden toegekend aan de plaatselijke vorsten. Zo kreeg Maarschalk Nicolas Charles Oudinot in 1810 de heerlijkheid Gemert in bezit. Deze werd in 1813 verkocht aan Adriaan van Riemsdijk die lid was van de Ridderschap van het Hertogdom Limburg. Deze kocht in 1832 een aantal boerderijen die vroeger van de Orde geweest waren. In het kasteel was ook nog enige tijd de katoenspinnerij van Volkert & Comp. gevestigd.
Adriaan van Riemsdijk werd opgevolgd door zijn schoonzoon en deze door zijn kleindochter, Maria Lüps, die trouwde met jhr. E.H. Scheidius. Deze verkocht het kasteel in 1881 aan de Jezuïeten. Dezen zouden in 1881 in het kasteel komen wonen, maar er brak toen een brand uit. In 1900 vestigden zij er uiteindelijk hun noviciaat. De Jezuïeten vertrokken tijdens de Eerste Wereldoorlog. In 1914 kwam echter de Congregatie van de Heilige Geest in het kasteel. Dit waren missiepaters en -broeders die onder andere actief waren in Brazilië en Afrika.
In de negentiende eeuw bezat Gemert een aanzienlijke textielnijverheid, evenwel niet zonder sociale conflicten. In februari 1849 was er een oproer van wevers. De plaats wordt bijna twee maanden lang door het leger bezet.
In de vroege ochtend van 11 mei 1940 kwam een groep Duitse verkenners per fiets in Gemert aan. Zij verkenden de omgeving. Een van de spiedende soldaten werd plotseling vanuit een huis doodgeschoten. De Duitsers dachten dat dit vuur door burgers werd afgegeven. Daarop namen de Duitsers enige honderden burgers van Gemert in gijzeling en werden huizen uitgekamd. Toen ontdekten de Duitsers Nederlandse militaire vrachtwagens op het plein tegenover het kasteel. Daar zaten inderdaad zo'n 70 genisten onder een kapitein. Zij hadden slechts karabijnen en pistolen. De Duitsers in eerste instantie ook slechts handvuurwapens, maar uiteindelijk licht geschut. Een urenlange schotenwisseling volgde, waarbij het geschut uiteindelijk het kasteel in brand schoot. Bovendien begonnen Duitse pantserwagens te arriveren in de omgeving. De Nederlandse soldaten moesten zich toen overgeven, maar 40 van hen wisten te ontsnappen. Twee burgers waren door kogels gedood, enkele gewond. Aan Duitse kant sneuvelde een militair, aan Nederlandse kant twee. Gemert werd bevrijd op 25 september 1944.
In 1997 fuseerde de gemeente Gemert met Bakel en Milheeze tot de fusiegemeente Gemert-Bakel.

## Bezienswaardigheden

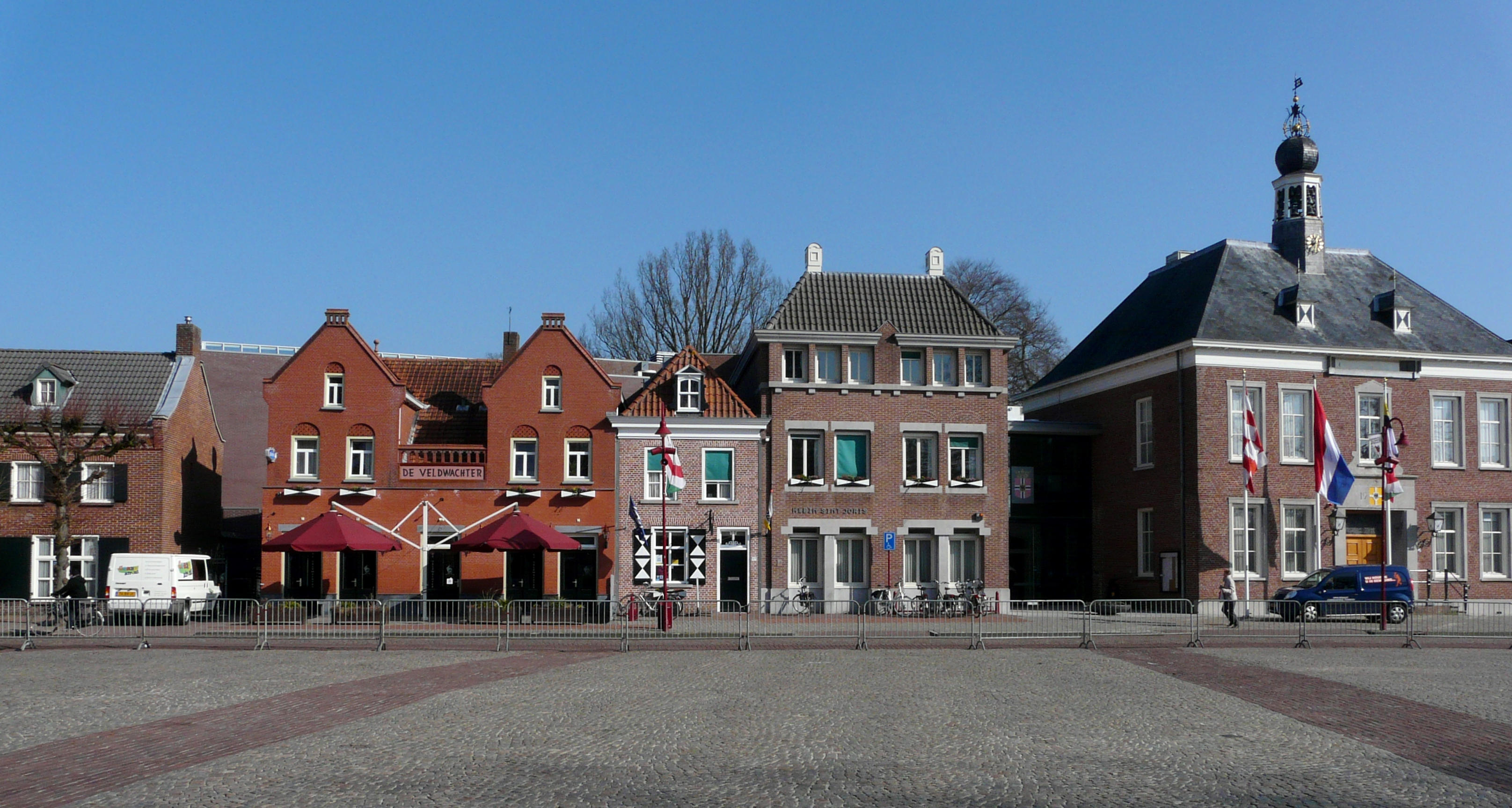
Ridderplein

De kern van Gemert is het Ridderplein en omgeving. Hieraan ligt het kasteel en meer naar het noorden de kerk van Sint-Jans Onthoofding. Aan dit plein ligt ook het gemeentehuis en een aantal cafés. Aan de hoofdstraten die naar het Ridderplein toe leiden liggen veel winkels. Gemert fungeert dan ook als streekcentrum. Naar het westen toe heeft nooit veel nieuwbouw plaatsgevonden, zodat men via de weg naast het kasteel of zelfs via de oude straten die naar het westen voeren, snel in het buitengebied is. Aan de oorspronkelijke straten zijn nog veel historische gebouwen te vinden.
Naar het oosten toe liggen, naast een paar oudere straten, ook nieuwbouwwijken. Tussen de huizen door stroomt de Rips, die in de kom van Gemert echter nauwelijks opvalt.

### Kasteel

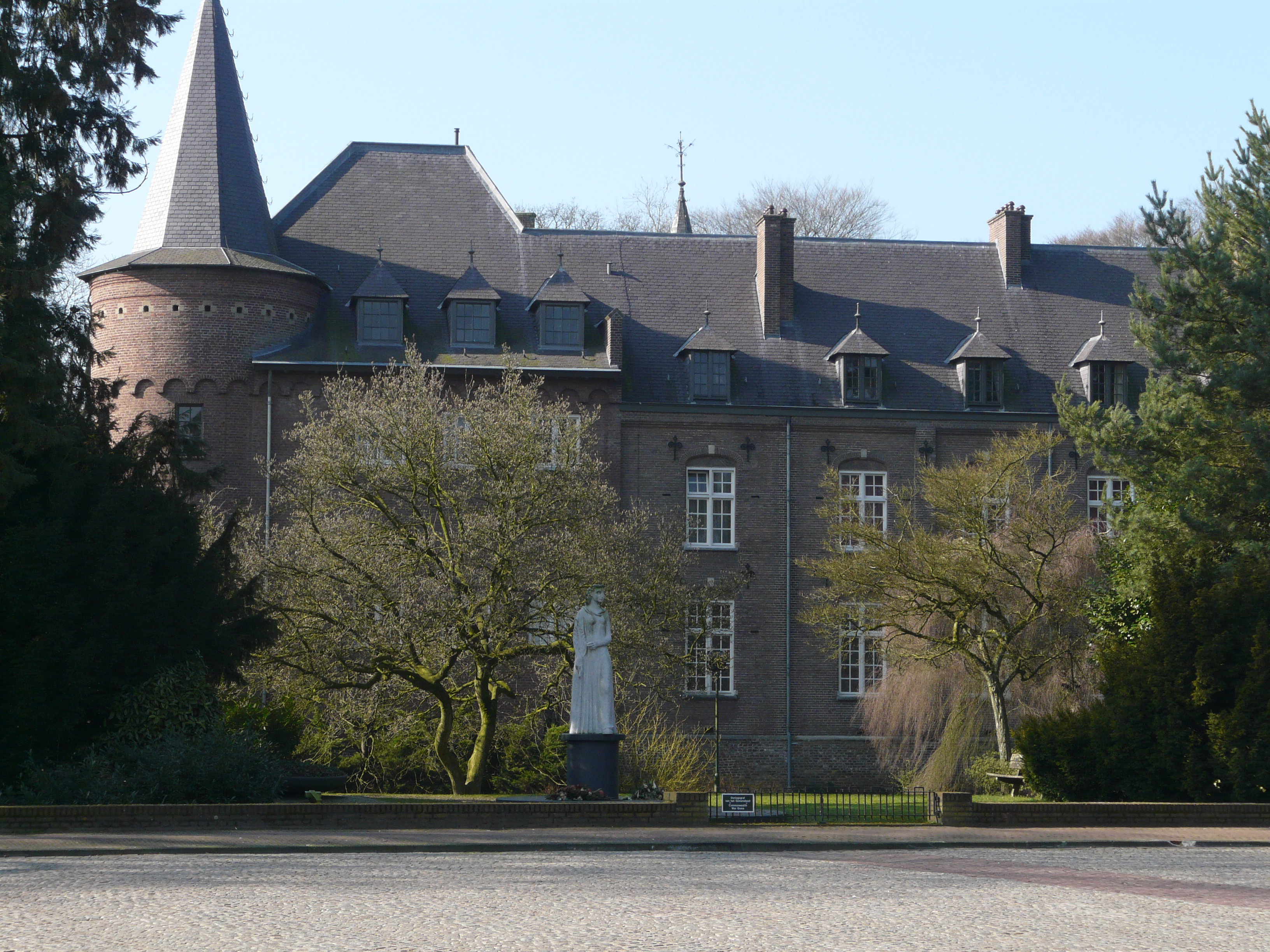
Kasteel van Gemert

De bouw van het Kasteel van Gemert begon in 1391. Het was tot 1794 in gebruik bij de Duitse Orde. Sinds 1916 is het als missieklooster in gebruik door de Congregatie van de Heilige Geest. In 2007 heeft de Congregatie aangekondigd dat zij het kasteel gaat verkopen. De herbestemming van het kasteel zorgt voor een stevig debat in Gemert-Bakel.
De voorganger van het huidige kasteel, gebruikt door de heren van Gemert in de hoge middeleeuwen, lag verder naar het westen en is omstreeks 1995 opgegraven.

### Kasteelpark
Om het Kasteel van Gemert aan het Ridderplein ligt een kasteelpark. Dit werd vroeger door de paters en broeders gebruikt. In het kasteelpark staan een aantal indrukwekkende bomen. De beroemdste daarvan is een mammoetboom (Sequoiadendron giganteum), die geplant is in 1863 en die een omtrek heeft van 5 meter op 1,3 meter hoogte. De boom is 27 meter hoog, maar ze heeft haar top verloren tijdens een blikseminslag die omstreeks 1938 moet hebben plaatsgevonden.
In dit park bevinden zich nog een aantal eigenaardigheden:
- Het bevrijdingsmonument uit 1947.
- Het beeld Pedita, uit 1992, van Martien Hendriks. De zware vrouwenfiguur is vervaardigd uit een arduinsteen van 12.000 kg, het uiteindelijke beeld weegt 6.000 kg en er is 11 jaar aan gewerkt.
- Een sferische equatoriale zonnewijzer van het type Armillosfeer, vermoedelijk afkomstig van de jezuïeten die van 1881 tot 1916 in het kasteel hebben gewoond.
- Een prieel uit 1860 dat herbouwd werd in 2004.
- De begraafplaats van de paters en broeders Spiritijnen, waaronder velen die in missiegebieden werkzaam zijn geweest.

### Oorlogsmonument
Aan de overzijde van de buitengracht van het kasteel, aan de rand van het Ridderplein, of het mertveld zoals men in Gemert zegt, staat het Oorlogsmonument waarbij elk jaar op 4 mei de Dodenherdenking plaatsvindt. Het werd op 8 juli 1947 onthuld en is een eerbetoon aan alle gevallenen uit Gemert en aan alle geallieerde soldaten die op Gemerts gebied omkwamen.

### Religieuze bouwwerken

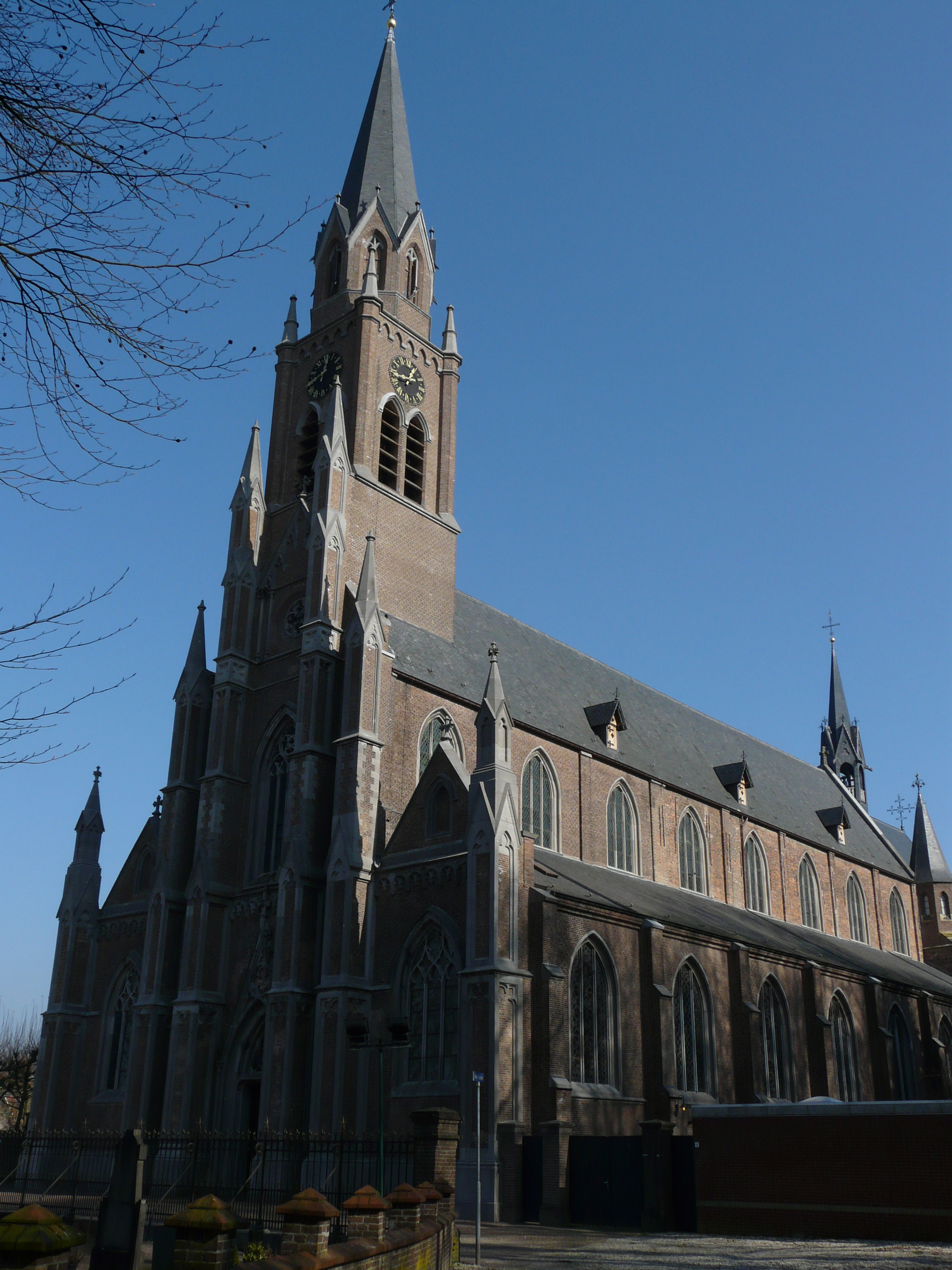
Kerk van Sint-Jans Onthoofding

- De Kerk van Sint-Jans Onthoofding[5] heeft nog muurwerk en een zijkapel die uit de 15e eeuw stammen: de parochie is in 1437 gesticht en was voordien onderhorig aan die te Bakel. Uit dit jaar dateert het middenschip, terwijl het koor en de sacristie uit 1467-1482 stammen. De kerk is in 1853 ingrijpend verbouwd en uitgebreid in neogotische stijl door Hendrik Jacobus van Tulder. Hierbij is ook een zeer spitse toren toegevoegd. In de zijbeuken hangt een schilderij van de heilige Dominicus uit 1745 en van Sint-Jan uit 1830. In de Mariakapel hangt een middeleeuws kruisbeeld en verder is er een 15e-eeuws doopvont. Het neogotisch hoofdaltaar is ontworpen door Hendrik van der Geld. De kerk bevindt zich ten noorden van het kasteel.
- De Sint-Gerardus Majellakerk bevindt zich ten oosten van het centrum. Het is een kerk met losstaande toren, uitgevoerd in de stijl van de Bossche School, uit 1957. Architect was Jan de Jong.
- Het Sint-Tunniskapelleke in de Deel is gewijd aan Sint-Antonius Abt. In 1564 werd voor het eerst melding gemaakt van den Deelse Boom aent heijligen huiske. In 1841 werd het hersteld en kwam het eruit te zien zoals vandaag, al had het oorspronkelijk een rieten dak. Na de Tweede Wereldoorlog raakte het kapelletje in verval, maar het werd in 1966 hersteld en het wordt sindsdien onderhouden. In 1990 werd de kapel opnieuw ingezegend. Het is een klein rechthoekig gebouwtje met zadeldak met op het dak een dakruiter met klokje.
- Het Sint-Annakapelletje bevindt zich op de kruising van de Sint-Annastraat en de Molenakkerstraat. Het werd herbouwd in 1947 nadat een voorgaand gebouwtje bouwvallig was geworden. Het gebouwtje of keske bevat een nis waarin een Sint-Annabeeldje. Dit beeldje werd in 1973 gestolen maar in 1981 terugbezorgd. Nu staat een replica van dit beeldje in de nis.
- Het Kapelletje aan het Kruiseind staat op een driesprong. Hier zou ooit een wegkruis hebben gestaan. Het huidige wegkapelletje is een vierzijdig bakstenen gebouwtje uit 1911 met aan iedere zijde een nis waarin een beeldje staat. Het betreft beelden van Sint-Anna, de heilige Michaël, Johannes de Doper en de gekruisigde Christus.
- Het Mariakèske (= kastje) staat op de hoek van het Stereind en het Binderseind. Het is een torenachtig bouwwerkje uit 1992 met een nis waarin zich een bronzen Mariabeeld bevindt. Het kwam in de plaats van een kapelletje uit ongeveer 1800 dat in 1962 werd gesloopt ten behoeve van het verkeer. Het bevatte een zandstenen Mariabeeldje uit de tweede helft van de 15e eeuw. Het huidige beeld is gemaakt door Toon Grassens en is een kopie van het oorspronkelijke beeld.
- Het Klooster Nazareth is in 1848 gesticht door de Franciscanessen van het Klooster Nazareth te Oirschot. Het bevindt zich aan het Binderseind. Hoewel aan de straatzijde een modern kloostergebouw te zien is, is daarachter een ouder gedeelte met een kapel uit 1857. Deze waterstaatskapel is geornamenteerd maar bevat geen religieuze beelden meer. Wel is er een orgel uit 1893, dat vervaardigd is door de gebr. Franssen te Roermond. De zusters vertrokken in 2000 naar hun moederhuis te Oirschot. Daarna is het klooster enige tijd in gebruik geweest als gemeentehuis, daar het bestaande gemeentehuis verbouwd werd. De kapel is een rijksmonument en wordt tegenwoordig gebruikt voor culturele doeleinden.
- De Kèskesdijk is de oude bedevaartweg van Gemert naar Handel. Hierlangs staan een aantal kleine kapelletjes (kèskes) en ook de grotere Ossenkapel.

### Openbare kunst
- Gemert kent twee Heilig Hartbeelden: het beeld van Jan Custers (1918) dat voorheen bij de St Jan stond, en het beeld (1930) bij de pastorie, dat werd gemaakt door Wim Harzing.
- Klaïda is een metershoog en kleurig kunstwerk met tal van ornamenten die aan kerken en kastelen herinneren. Het is opgebouwd uit metalen onderdelen en bevindt zich aan de westelijke rondweg. Deze "Poort van Gemert" is ontworpen door Gerard van Lankveld, een vertegenwoordiger van de outsiderkunst die in en bij zijn eigen huis, aan het Stereind 3, een grote verzameling kleurige fantasiebouwsels heeft geconstrueerd, die eveneens aan kerktorens doen denken.
- De Piramide is een beeld uit gietbeton van Jan van Gemert uit 1955. Het beeld stond oorspronkelijk bij de gymzaal van de vroegere Willibrord-ULO op de hoek van De Stroom en de Berglarenstraat, maar werd enkele jaren geleden verplaatst naar het Beatrixplantsoen achter het gemeentehuis. Na grondige restauratie door de zonen van jan van Gemert, Gregoor en Theo en Toon, de broer van Jan van Gemert is het teruggeplaatst op de Stroom.
- Tamboer en Vaandeldragers is een groot bronzen kunstwerk aan het Ridderplein. Het is vervaardigd door Toon Grassens en geplaatst in 1987. Dit monument brengt hulde aan de beide schuttersgilden van Gemert.
- De Heilige losbol is een beeld van de heilige Dionysius van Parijs, patroon van de Gemertse kermis en geplaatst in 2007. Het beeld van de bisschop die zijn eigen hoofd opnam is vervaardigd door steen- en restauratiebeeldhouwer Ton Mooy uit Amersfoort.
- Uniek in Nederland zijn de reliëfs van Jan van Gemert in de gevels boven de voordeuren in de wijken Molenakker en Berglaren, onder andere in de Diederikstraat, de Predikherenstraat, de Van Beekstraat en de Wachtendonkstraat. Andere reliëfs van dezelfde kunstenaar zijn te vinden op het Wit-Gele-Kruisgebouw aan De Stroom; op particuliere woningen aan het Frans Brugske 24 en 28; op het voormalige politiebureau aan het Frans Brugske; en op het Commanderij College aan de Sleutelbosch. In de kerk in Elsendorp is de doopvont gemaakt door Jan van Gemert.

### Burgerlijke gebouwen

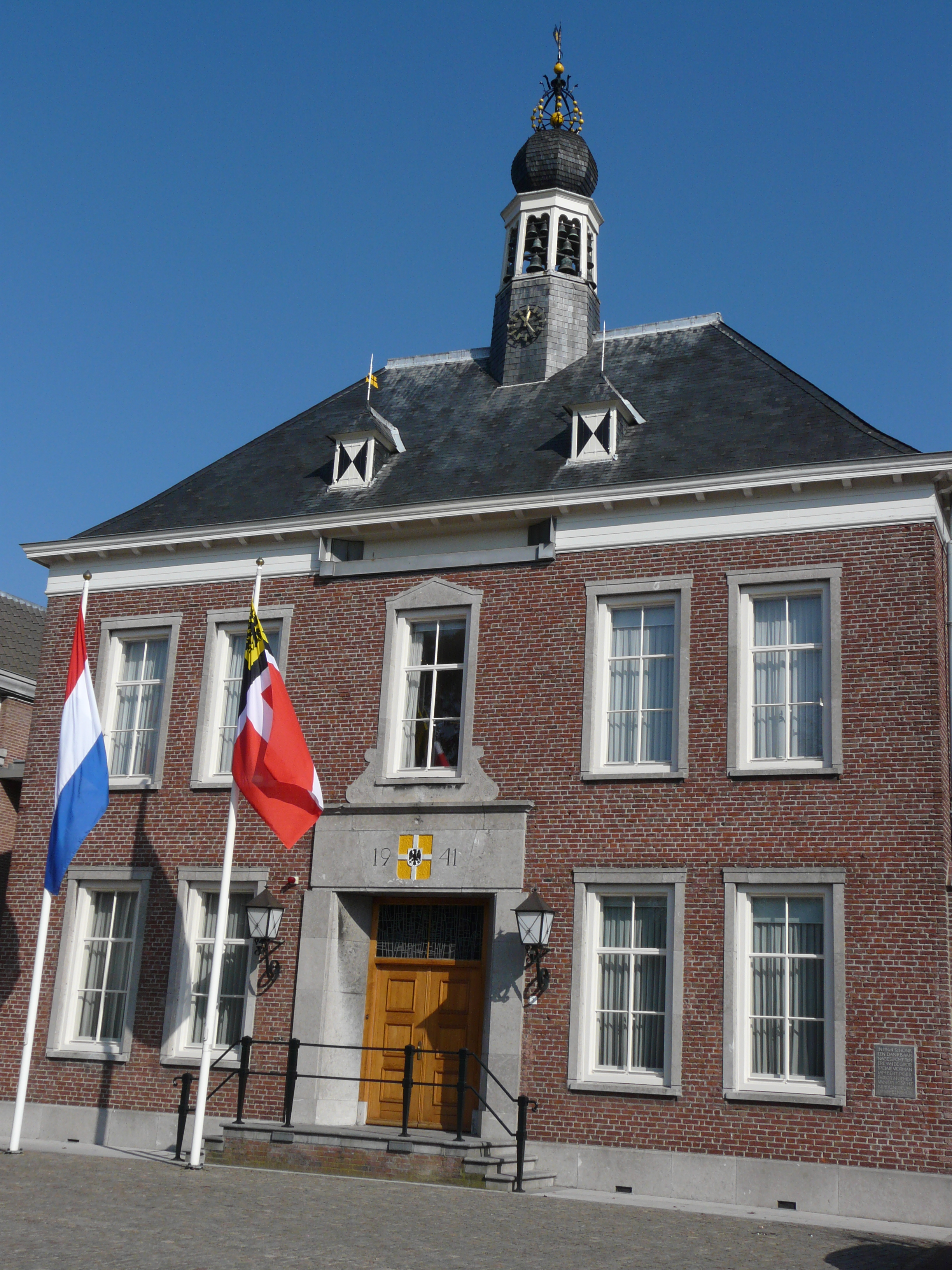
Gemeentehuis

- Gemeentehuis aan het Ridderplein, uit 1941. Hiernaast is nieuwbouw verrezen in 1984, terwijl een uitbreiding van het gemeentehuis in 2002 gereedkwam. Ter ere van sociaal voorman en pastoor Lambert Poell (1872-1937) werd in 1964 aan het gemeentehuis een klokkenspel geschonken.
- Woonhuizen met halsgevel, zoals De Klokhoed op Binderseind 25, Binderseind 3A, en Ridderplein 33.
- Villa-Polder is een groot herenhuis uit 1884 in eclectische stijl, aan Heuvel 4, dat gebouwd werd in opdracht van de arts Johannes Cornelis Kuijper (1841-1921), die in 1879 promoveerde op een proefschrift over loodvergiftiging en hij werd beschouwd als een onbaatzuchtige vriend van armen en onderdrukten. Het huis, dat tegenwoordig het restaurant Kastanjehof herbergt, is nog in vrijwel originele staat en het heeft ook nog een tuin met vijvers, hoge kastanjebomen en marmeren beelden. Links van de villa bevindt zich het koetshuis.
- Kortgevelboerderij, Oudestraat 8
- Enkele statige huizen, zoals Kerkstraat 8, uit 1885 en Kerkstraat 24A, dat nog het jaartal 1677 draagt.
- Latijnse School, een opvallend gebouw uit 1887 aan de Ruijschenbergstraat, met in de gevels een aantal wapens, jaartallen en leuzen en een beeld van de heilige Catharina. De school werd in 1587 door de Duitse Orde gesticht. Tegenwoordig is er een Heemkamer en het Gemeente-archief in gevestigd.
- In de Ruijschenbergstraat bevinden zich een aantal statige huizen, zoals  't Hofgoet en Den Hobert.

### Monument
- Lijst van rijksmonumenten in Gemert
- Lijst van gemeentelijke monumenten in Gemert

### Musea
Het Boerenbondsmuseum bevindt zich in de buurtschap Pandelaar, op ongeveer twee kilometer vanaf het Ridderplein in de richting van Erp. Hier bevinden zich gebouwen en voorwerpen die het landbouwbedrijf uit omstreeks 1900 doen herleven.

### Molens

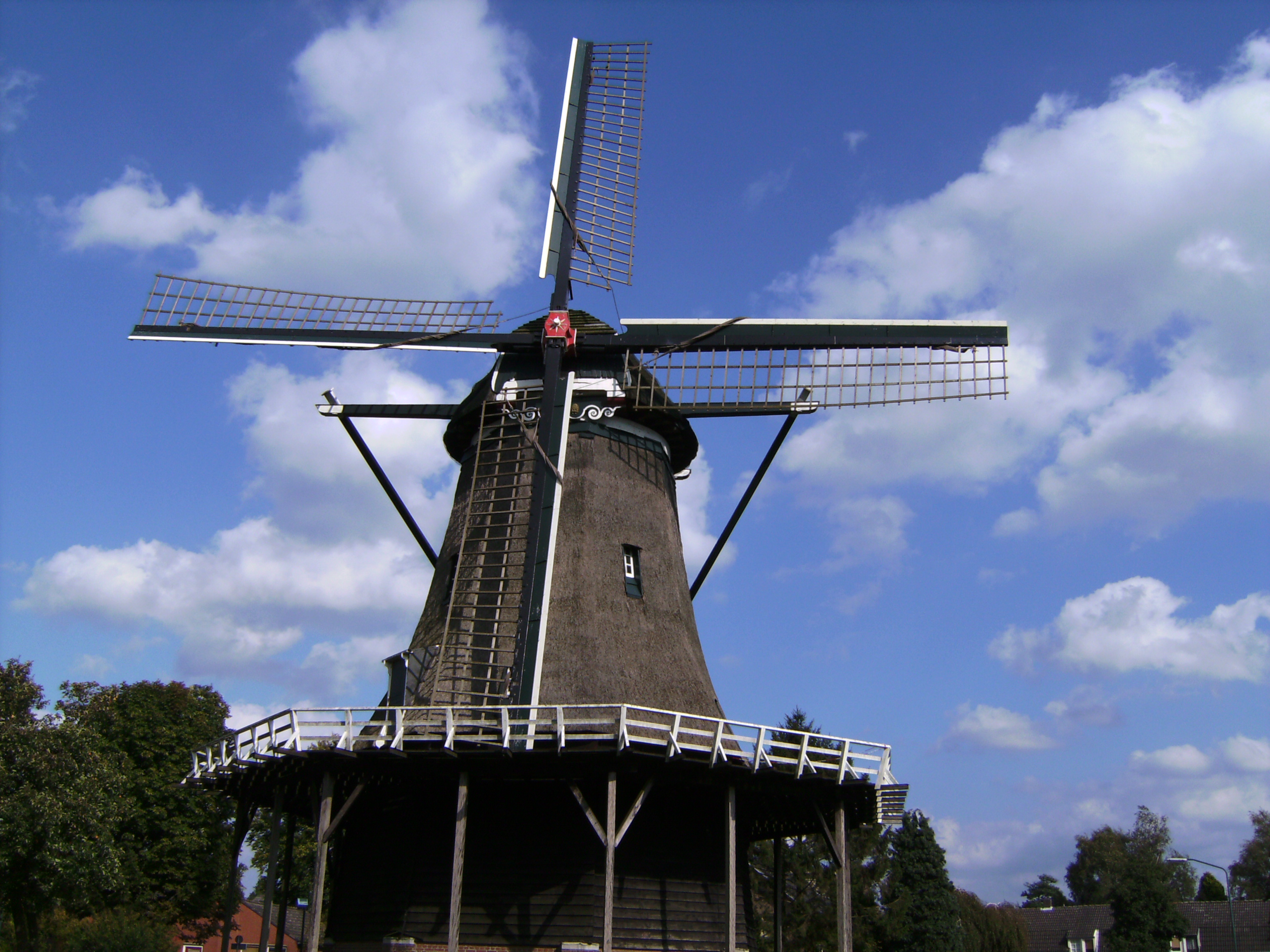
Gemert, Molen De Bijenkorf

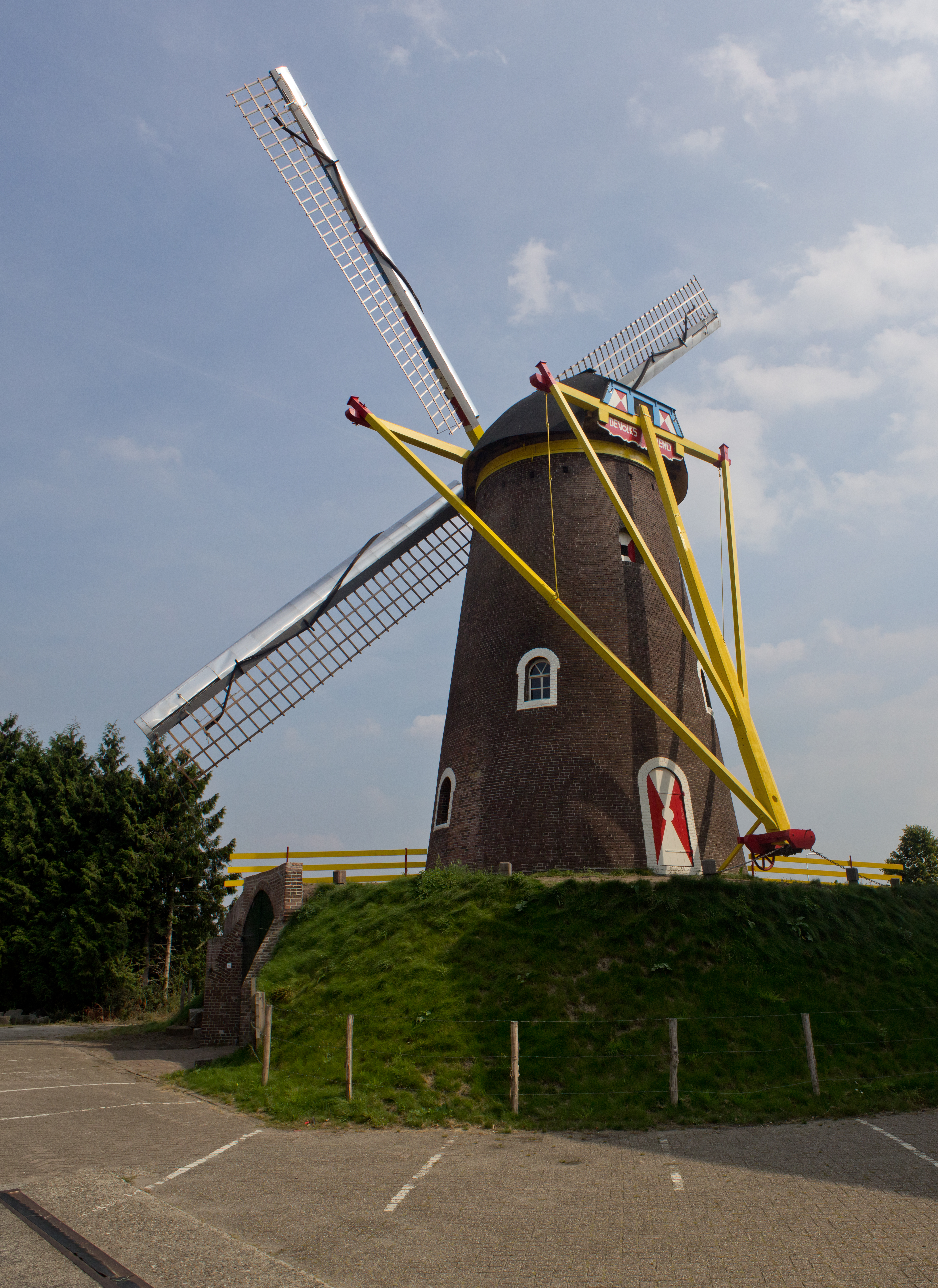
Gemert, Molen De Volksvriend

#### Bestaande molens
- Achtkante windmolen De Bijenkorf, aan Den Elding, sinds 1908.
- Ronde stenen windmolen De Volksvriend, aan de Oudestraat, uit 1887. Deze verkeert na herstelwerkzaamheden medio 2016 weer in zijn oorspronkelijke staat.

Beide molens worden beheerd door molenstichting Gemert-Bakel.

#### Verdwenen molens
- Gemertse Watermolen, die bestaan heeft van 1210-1590 en waaraan in het nieuwbouwwijkje De Watermolen nog een aantal herinneringen tot leven zijn gebracht.
- Molen 't Zoutvat, van 1543-1917, hoek Virmundstraat-Frans Brugske.
- Torenmolen De Beer, gebouwd in de 14e eeuw aan de Sint-Annastraat en gesloopt omstreeks 1880.
- De Mosterdpot was een witte ronde stenen beltmolen van de familie Winkelmolen aan de Molenakkerstraat. Hij werd in 1954 door brand verwoest. Het pakhuis werd daarna omgebouwd tot dierenwinkel.
- De Peperbus, die in de buurt van De Mosterdpot moet hebben gestaan.

## Natuur en landschap
Gemert kent betrekkelijk veel groen. Afgezien daarvan is met name de omgeving van het kasteel nog landelijk. Hier staan ook een aantal hoeven die nog tot het bezit van de kasteelheren hebben behoord, en daarvoor aan de Duitse Orde waren gelieerd. Door dit landelijke gebied lopen fietspaden en ook zijn er wandelingen uitgezet.
Gemert kent diverse kruidentuinen. Zo is er de Velt-tuin (Vereniging Ekologische Teeltwijze) die een openbare kruidentuin van 3 ha beheert. Daarnaast zijn er, onder meer in buurtschap Pandelaar nog andere kruidentuinen die te bezichtigen zijn.

## Economie
Gemert was tot de opening van de Zuid-Willemsvaart in 1826 qua inwonertal groter dan het naburige Helmond. De economische structuur was echter anders, veel meer een agrarische gemeenschap dan het stedelijke Helmond. Wel was er van oudsher een textiele thuisnijverheid, vooral linnennijverheid. Nieuwe initiatieven kwamen in de 19de eeuw vooral van ondernemers van buiten af. Lang fungeerde de Gemertse thuisweverij als een reservoir van geschikte en vaak goedkopere arbeidskrachten voor textielbedrijven in de omgeving. Zo hadden diverse Helmondse bedrijven rond 1850 zetbazen ter plaatse. Een mechanische katoenspinnerij en een weefetablissement in het kasteel gingen in de jaren 1830 en 1840 ten onder. Het enige grote lokale weefbedrijf, de firma Gebrs. Prinzen, ging pas in 1885 over op het stoomweven, circa 20 jaar na Helmond.
De gemeente Gemert en enkele inwoners ijverden in de 19de eeuw voor een goede verbinding over water. Maar die is er nooit gekomen, bij gebrek aan perspectieven en mede omdat de lokale gemeenschap onvoldoende geld bijeen kon brengen als bijdrage in de aanlegkosten. Ontsluiting vond onder meer plaats met de stoomtram 's-Hertogenbosch - Gemert - Helmond, die vanaf 1883 begon te rijden.
Einde 19e eeuw was het met name Gerlacus van den Elsen, een in de Gemertse buurtschap Pandelaar geboren Norbertijn, die ijverde voor het opzetten van coöperatieve boerenverenigingen, waaruit onder meer de NCB ontstond.
Een verbreding van de economische structuur betekende vestiging van een aantal kleine sigarenfabriekjes in het begin van de 20e eeuw. Verdere economische activiteit bracht onder meer de komst omstreeks 1905 van filialen van de kruideniersbedrijven De Gruyter en Brosky. Ook de NCB opende een magazijn.
Gedurende het tweede kwartaal van de 20e eeuw begon de bevolking van Gemert toe te nemen en ontwikkelde het zich tot een streekcentrum met winkels, horeca, scholen en andere voorzieningen. Ten oosten van Gemert vonden grootschalige ontginningen plaats waarbij een nederzetting als Elsendorp ontstond.
Tegenwoordig is, naast de landbouw en de streekfunctie, ook de industrie en het toerisme belangrijk voor Gemert. Van de traditionele textielindustrie zijn nog twee bedrijven over: Johan van den Acker Textielfabriek en een vestiging van het Helmondse Koninklijke Nederlandse Textielfabrieken JA Raymakers & Co's BV. Op het nieuwe, grootschalig bedrijventerrein ten noordoosten van Gemert, Wolfsveld geheten, zijn tal van industriële bedrijven huisvest waarvan Unidek, die tempex tot dakisolatie verwerkt, het grootste is.

## Kerkdorpen
Tot de voormalige gemeente Gemert behoorden ook de kerkdorpen Handel, De Mortel, Elsendorp, het kapelgehucht Esdonk en het protestantse ontginningsdorpje Vossenberg.

## Buurtschappen
Belangrijke buurtschappen in de voormalige gemeente Gemert zijn Pandelaar, Boekent en Milschot.

## Geboren in Gemert
- Georgius Macropedius oftewel Joris van Lanckvelt (1487-1558), humanist en toneelschrijver
- Laurentius Torrentinus (1499-1563), boekdrukker van de hertog van Florence
- Jan van Amstel (1618-1668), admiraal onder de vloot van Michiel de Ruyter
- Matthijs Verhofstadt (1677-1731), orgelbouwer
- Mr. Anton Borret (1782-1858), o.a. lid van Raad van State, gouverneur van Nederlands-Indië en gouverneur van Limburg
- Gerlacus van den Elsen (1853-1925), pater van de Abdij van Berne
- Cor Roffelsen (1889-1958), architect
- Charles Moons (1917-2005), president van de Hoge Raad der Nederlanden
- Jan van Gemert (1921-1991), beeldend kunstenaar
- Harmen Tiddens (1923-2002), kinderarts, hoogleraar en rector-magnificus van de Universiteit Maastricht
- Wim Verstappen (1937-2004), filmmaker-regisseur
- Arie Berkulin (1939-2025), beeldhouwer
- Jean Penders (1939-2025), politicus
- Toon Grassens (1940), beeldend kunstenaar
- Haico Scharn (1945-2021), atleet
- Bart van der Laar (1945-1981), muziekproducent
- Gerard van Lankveld (1947), beeldend kunstenaar
- Kees van Rooij (1959), politicus
- Arno Kantelberg (1968), schrijver, stijlicoon, hoofdredacteur
- Caroline van den Elsen (1969), politica
- Leon Vlemmings (1970), profvoetballer
- Stefan van Dierendonck (1972), schrijver
- René Paardekooper (1987), profvoetballer
- Joost Habraken (1988), voetballer
- Laura van den Elzen (1997), zangeres

## Aanliggende kernen
De Mortel, Beek en Donk, Erp, Boerdonk, Boekel, Handel, Elsendorp
Dorpen: Bakel · De Mortel · De Rips · Elsendorp · Gemert · Handel · Milheeze

Buurtschappen: Bakelsebrug · Bankert · Benthem · Deelse Kampen · De Klef · De Wind · Doonheide · Esdonk · Esp · Geneneind · Grotel · Heidveld · Hilakker · Hoeven · Hoogen-Aarle · Kaweide · Kivitsbraak · Koks · Kuundert · Mathijseind · Milschot · Muizenhol · Neerstraat · Nuijeneind · Overschot · Pandelaar · Pandelaarse Kampen · Ravensgat · Ren · Rootvlaas · Scheepstal · Schouw · Schutsboom · Speurgt · Tereyken · Verreheide · Vossenberg · Wolfsbosch · Zaarvlaas · Zand

Voormalige buurtschappen: Boekent

Noord-Brabant: Steden en dorpen      Nederland: Provincies · Gemeenten